# Máger Ágnes
Máger Ágnes (Szombathely, 1944. március 14. –) miskolci festőművész, a Széchenyi Irodalmi és Művészeti Akadémia Miskolci Területi Csoportjának tagja, Miskolc díszpolgára.

## Élete, munkássága
Érettségi után Vasváron kirakatrendező lett. 1967-ben felvételizett a Magyar Képzőművészeti Főiskolára, ahol Sarkantyu Simon és Domanovszky Endre voltak a mesterei. 1971-ben végzett, és még ebben az évben Miskolcra költözött, azóta a Művésztelepen él és alkot.
A főiskolai végzés évében rendezte első kiállítását a budapesti Eötvös Kollégiumban, és ezután is folyamatosan kiállítás-résztvevő volt: 1972-ben a miskolci Libressóban mutatta be rajzait, aztán részt vett a Salgótarjáni Tavaszi Tárlaton, majd a Miskolci Téli Tárlaton. 1972-ben megkapta a hároméves Derkovits-ösztöndíjat, majd 1974-ben Miskolc város ösztöndíját is elnyerte. Továbbra is szorgalmas résztvevője volt a kiállításoknak, ahol már a díjak is megjelentek: 1974-ben díjat kapott a Tavaszi Tárlaton és a Téli Tárlaton, a Fiatal Művészek Stúdiójának kiállításain pedig KISZ nívódíjat kapott, 1978-ban a hatvani Tájképfestészeti Biennále ezüstdiplomáját kapta, Bytomban (Lengyelország) pedig szakszervezeti díjat nyert. Irodalmi illusztrációkat is készített (Ady, Csokonai, Krúdy), amelyeket, Miskolcon, Budapesten, Csurgón, Nyíregyházán és más helyeken mutatott be. Alkotásait kiállította külföldön is, például Csehszlovákiában, Lengyelországban, Angliában és Németországban. Külföldi tanulmányutakon is részt vett (Ausztria, Olaszország, Görögország, Franciaország, Spanyolország, Németország). 1990-ben az ő közreműködéssel alakult meg a Gömöri Műhely, amelynek azóta is vezetője. 2007-ben a SZIMA Miskolci Területi Csoportjának tagja lett. 2019-ben Miskolc város díszpolgárává választotta.
Festményeire – a méltatásokban sok helyen előforduló – könnyed festőiség és a koloritás jellemző. Képei hangulatokat, varázslatos, álom szőtte érzéseket keltenek. A festményeken kívül díszlet- és jelmeztervezéssel is foglalkozott: a Miskolci Nemzeti Színház számos produkciójában működött közre, de a Csodamalom Bábszínháznak is dolgozott. Fontosak egyházművészeti és plasztikai alkotásai is. Losonci Miklós írta róla: „A látomássá érlelt látványt fegyelmezett összpontosítással formálja képpé. Műveit szárnyalás, trecentós szelídségű báj, reneszánsz képszerkezet jellemzi, amelyben a jelen feszült problémaköre lüktet… Furcsa paradoxon, hogy Mágernél a lebegő színörvénylések, légiesen omló, sűrűsödőalakzatok eredményezik a kép stabilitását, éteri szilárdságát… Színes felületei nem csak elringatnak, hanem felismerésekre is döbbentenek.” Máger Ágnes így nyilatkozott művészetéről: „Munkám: a festés. Feladatok sora, melyeket 'pontosan, szépen' elvégezni szakmai tudás, képesség, hit és felelősség dolga. A buktatókat kibírni, a szép emberi törekvéseket táplálni akarom.”
Férje Végvári Lajos (1919–2005) művészettörténész volt, leánya, Végvári Zsófia díszlet- és jelmeztervező művész.

## Díjai
- 1972 – Derkovits ösztöndíj
- 1976 – Nívódíj (Hatvan)
- 1998 – Nívódíj (Veszprém)
- 2002 – Kondor Béla-díj
- 2010 – Miskolci Múzsa díj
- 2019 – Miskolc díszpolgára
- 2025 – Magyar Arany Érdemkereszt

## Válogatott egyéni kiállításai
- 1971 – Eötvös Kollégium, Budapest

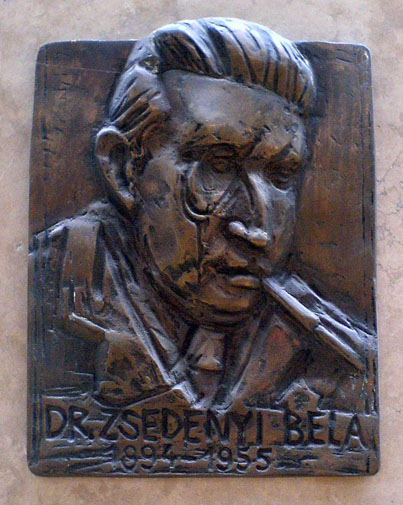
Máger Ágnes: Zsedényi Béla. Dombormű a Miskolci Egyetemen.

- 1974, 1977, 1981, 1985, 1992 – Miskolci Galéria, Miskolc
- 1976 – Stúdió Galéria, Budapest
- 1978 – Kisduna Galéria
- 1979 – Jurisics-vár, Kőszeg
- 1979, 1982, 1986 – Dorottya Galéria, Budapest
- 1982 – Szeged
- 1985 – Vaszary Terem, Kaposvár
- 1986 – Várszínház Galéria, Budapest
- 1997 – Gizella-kápolna, Veszprém
- 1998 – Miskolci Galéria, Miskolc
- 2001 – Pfister Galéria, Budapest
- 2004 – Püspöki palota, Sümeg
- 2005 – Művészetek Háza, Dunaújváros
- 2005 – Miskolci Galéria, Miskolc (Végvári Zsófiával közösen)
- 1988 – Balogh Galéria, München, Németország
- 1994 – Mini Galéria, Miskolc
- 1996 – Megyeháza Galéria, Miskolc
- 1997 – Szent Mihály-székesegyház altemploma, Veszprém
- 2006 – Miskolci Galéria, Miskolc
- 2008 – Duna Televízió, Budapest
- 2007 – Herman Ottó Múzeum, Miskolc
- 2009 – Karacs Teréz Leánykollégium, Miskolc
- 2009 – Miskolci Galéria kisterme, Miskolc
- 2011 – Megyeháza, Miskolc
- 2019 – Miskolci Galéria, Miskolc
- 2024 – Miskolci Galéria, Miskolc

## Köztéri művei
- Sántha Károly (szoborportré, bronz, Miskolc, megyei kórház)
- Kápolnaoltár (1992, Miskolc, Az Ige temploma)
- Szt. László-oltár (1995, Szendrő, római katolikus templom)
- Szt. Taddeus szárnyas oltár (1996, Eglisau, Svájc, római katolikus templom)
- Gárdus János (portrérelief, Miskolci Egyetem)
- Kratochwill Ferenc (portrérelief, Miskolci Egyetem)
- Novotni Zoltán (portrérelief, Miskolci Egyetem)
- Zsedényi Béla (portrérelief, Miskolci Egyetem)

## Művei közgyűjteményekben
- Herman Ottó Múzeum, Miskolc
- Magyar Nemzeti Galéria, Budapest
- Szombathelyi Képtár, Szombathely
- Vatikáni Múzeum, Vatikán